# Kenia Carcasés Opón

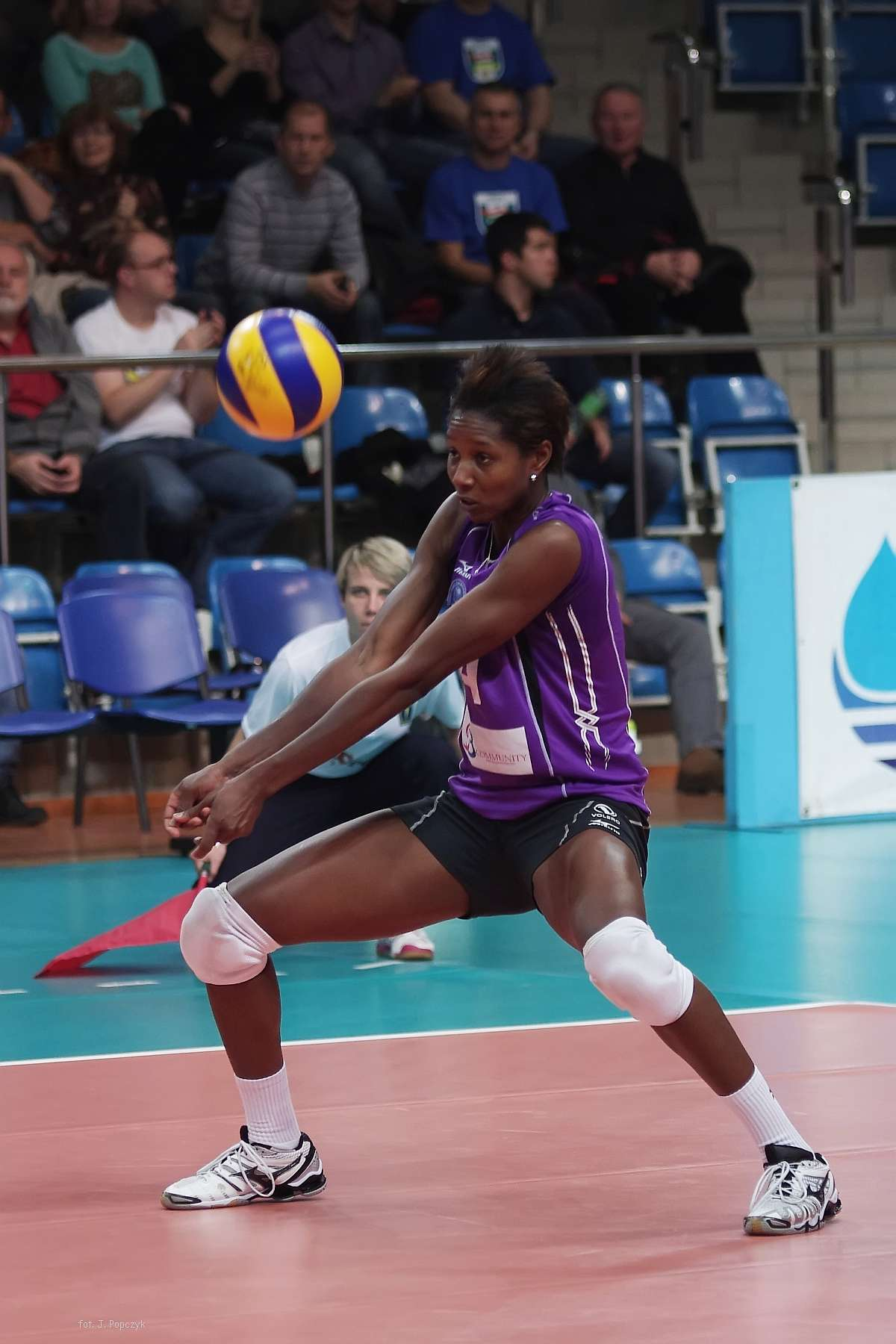
Kenia Carcasés Opón zawodniczką Voléro Zurych w sezonie 2013/2014

Kenia Carcasés Opón (ur. 22 stycznia 1986 w Holguín) – kubańska siatkarka, występująca na pozycji przyjmującej lub atakującej, reprezentantka kraju. Z reprezentacją Kuby zdobyła brązowy medal na Igrzyskach Olimpijskich w 2004 roku w Atenach.
W lutym 2012 roku została zawieszona w prawach reprezentantki swojego kraju.

## Sukcesy klubowe
Puchar Japonii:
- 2006

Liga japońska:
- 2006

Liga kubańska:
- 2006, 2007, 2008, 2009, 2010, 2011

Superpuchar Szwajcarii:
- 2013, 2016

Puchar Szwajcarii:
- 2014, 2017

Liga szwajcarska:
- 2014, 2017

Klubowe Mistrzostwa Ameryki Południowej:
- 2015

Liga brazylijska:
- 2015

Klubowe Mistrzostwa Świata:
- 2017

Liga grecka:
- 2024[5]

## Sukcesy reprezentacyjne
Mistrzostwa Ameryki Północnej, Środkowej i Karaibów Juniorek:
- 2002

Igrzyska Olimpijskie:
- 2004

Mistrzostwa Ameryki Północnej, Środkowej i Karaibów:
- 2007
- 2005
- 2009, 2011

Igrzyska Ameryki Środkowej i Karaibów:
- 2006

Volley Masters Montreux:
- 2008
- 2007, 2011
- 2010

Puchar Panamerykański:
- 2007

Igrzyska Panamerykańskie:
- 2007
- 2011

Grand Prix:
- 2008

## Nagrody indywidualne
- 2006: Najlepsza punktująca V.Premier League
- 2007: Najlepsza broniąca ligi kubańskiej
- 2010: Najlepsza atakująca ligi kubańskiej
- 2010: MVP, najlepsza punktująca i atakująca turnieju Volley Masters Montreux
- 2010: Najlepsza punktująca Pucharu Panamerykańskiego
- 2011: Najlepsza punktująca Igrzysk Panamerykańskich
- 2013: Najlepsza przyjmująca Klubowych Mistrzostw Świata
- 2014: Najlepsza przyjmująca Klubowych Mistrzostw Świata
- 2015: MVP Klubowych Mistrzostw Ameryki Południowej